# Turistická značená trasa 5806
 Turistická značená trasa 5806 je zelená značka ve Vysokých Tatrách na Slovensku určená pro pěší turistiku, která vede ze Štôly do Zamrznutého kotle v horní části Bielovodské doliny. Ze Štôly vede souběžně se zelenou turistickou značkou 8855 do Nižných Hágů a s cyklotrasou 8858 až na křižovatku se silnicí v Nové Poliance s výjimkou jednokilometrového úseku v Nižných Hágách, kde je vedena samostatně. Mezi Novou Poliankou a Tatranskou Poliankou je vedena po silnici II/537 nebo v její těsné blízkosti.

## Přístupnost
Přístup veřejnosti je možný po celý rok pouze ze Štôly k Sliezskemu domu, výše je značka přístupná jen v letním období od 16. června do 31. října.

## Popis trasy
| vzdálenost km | čas hod | nadmořská výška | místo              | souběžné trasy                        | navazující trasy      | směr navazujících tras |
| ------------- | ------- | --------------- | ------------------ | ------------------------------------- | --------------------- | ---------------------- |
| 0,0           | 0:00    | 845             | Štôla              | 8855 cyklotrasa 8858                  | II/539                | ↑Vyšné Hágy            |
| 0,0           | 0:00    | 845             | Štôla              | 8855 cyklotrasa 8858                  | II/539                | ↓Mengusovce            |
| 0,0           | 0:00    | 845             | Štôla              | 8855 cyklotrasa 8858                  | cyklotrasa 8858       | ↑Nová Polianka         |
| 0,1           | —       | 845             | Háganský potok     | 8855 cyklotrasa 8858                  |                       |                        |
| 0,5           | —       | 865             | Malý Šum           | 8855 cyklotrasa 8858                  |                       |                        |
| 0,8           | —       | 880             | Malý Šum           | 8855 cyklotrasa 8858                  |                       |                        |
| 1,4           | 0:25    | 905             | Nižné Hágy         | 8855 cyklotrasa 8858                  | 8855                  | ↑Vyšné Hágy            |
| 4,1           | 1:10    | 1 035           | Nová Polianka      | cyklotrasa 8858 II/537 cyklotrasa 007 | II/537 cyklotrasa 007 | ↑Vyšné Hágy            |
| 6,9           | 1:50    | 995             | Tatranská Polianka | II/537 cyklotrasa 007 cyklotrasa 2865 | II/537 cyklotrasa 007 | ↑Tatranské Zruby       |
| 9,2           | 2:50    | 1 305           | Velický most       |                                       | cyklotrasa 2865       | ↑Sliezsky dom          |
| 9,2           | 2:50    | 1 305           | Velický most       | ↓Tatranská Polianka                   | cyklotrasa 2865       |                        |
| 9,2           | 2:50    | 1 305           | Velický most       | 8856                                  | ↑pod Suchým vrchom    |                        |
| 11,0          | 3:35    | 1 560           | Velická poľana     |                                       | 8858                  | ↓Nový Smokovec         |
| 11,6          | 3:55    | 1 670           | Sliezsky dom       |                                       | 0930                  | ↑Batizovské pleso      |
| 11,6          | 3:55    | 1 670           | Sliezsky dom       | ↓Hrebienok                            | 0930                  |                        |
| 14,9          | 5:45    | 2 200           | Poľský hrebeň      |                                       | 8857                  | ↑Východná Vysoká       |
| 15,2          | 6:00    | 2 110           | Zamrznutý kotol    |                                       | 2907                  | ↑Prielom               |
| 15,2          | 6:00    | 2 110           | Zamrznutý kotol    | ↓Lysá Poľana                          | 2907                  |                        |